# Licuala longicalycata
Licuala longicalycata är en enhjärtbladig växtart som beskrevs av Caetano Xavier Furtado. Licuala longicalycata ingår i släktet Licuala och familjen Arecaceae. Inga underarter finns listade i Catalogue of Life.